# Watseka
Watseka – miasto w Stanach Zjednoczonych, w stanie Illinois, siedziba administracyjna hrabstwa Iroquois.